# Liste des gouverneurs de Meymana
 (mars 2023).
Si vous disposez d'ouvrages ou d'articles de référence ou si vous connaissez des sites web de qualité traitant du thème abordé ici, merci de compléter l'article en donnant les références utiles à sa vérifiabilité et en les liant à la section « Notes et références ».
Voici la liste des gouverneurs de la ville de Meymana actuellement en Afghanistan, de facto indépendants de 1747 au début du XXe siècle (de jure, ils étaient encore soumis en théorie à l'Iran).

## Gouverneurs (wali)
- 1747-Avant 1790: Haji Khan
- Après 1747-1790: Ghan
- 1790-1810: Ahmad
- 1810-1826: Allah Yar
- 1826-1845: Mizrab
- 1845-1853: Hikmat
- 1853-1876: Husain Kahn (première fois)
- 1879-1883: Dilwar Khan
- 1883-Avant 1900: Husian Khan (deuxième fois)
- Après 1883-Vers 1900: Kemal Khan